# Chasse au bison
 (décembre 2023).
Si vous disposez d'ouvrages ou d'articles de référence ou si vous connaissez des sites web de qualité traitant du thème abordé ici, merci de compléter l'article en donnant les références utiles à sa vérifiabilité et en les liant à la section « Notes et références ».

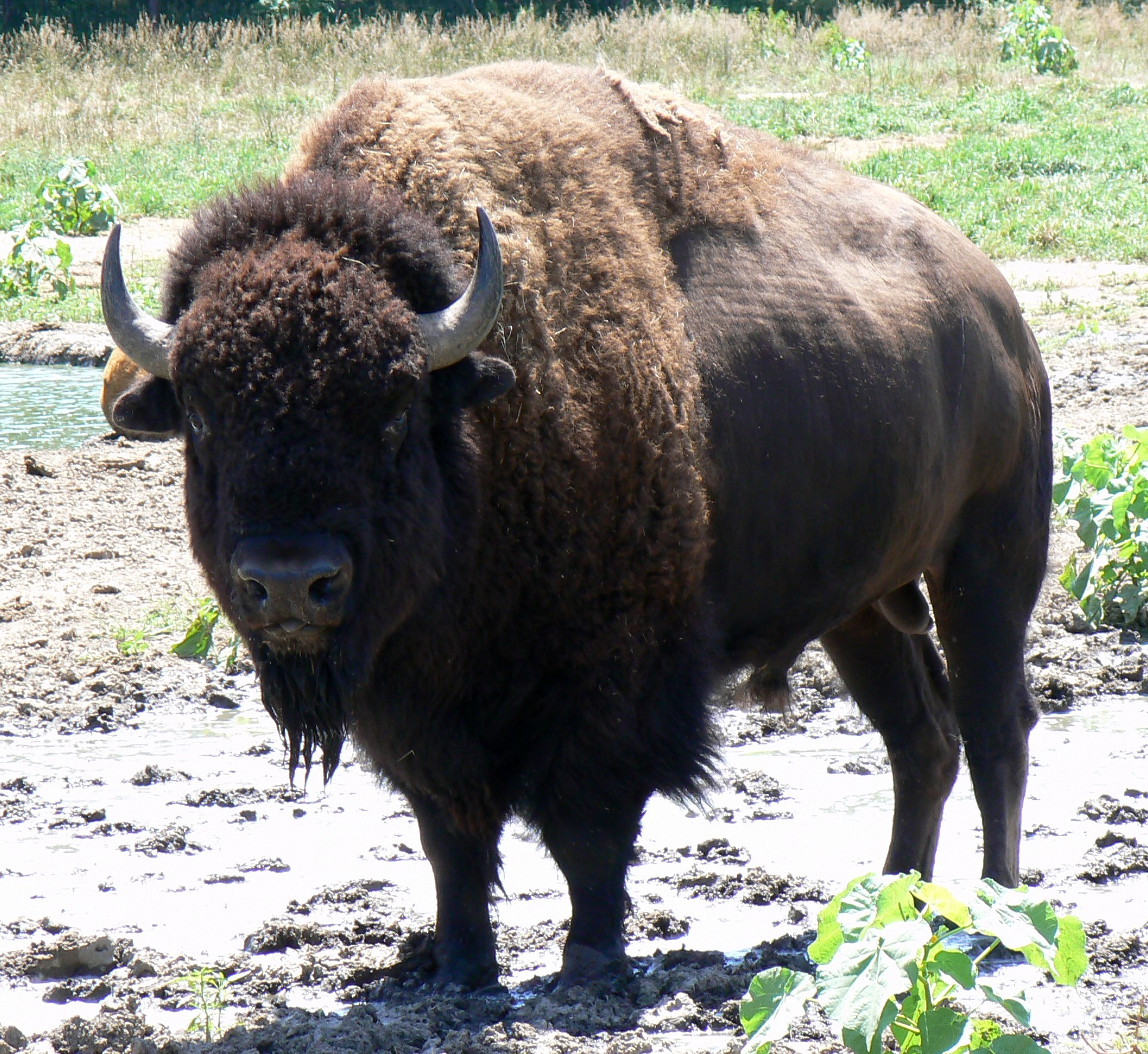
Un bison dans une réserve naturelle du Nebraska.

La chasse au bison (en anglais : buffalo hunting), a été une activité fondamentale pour les tribus des Indiens des Plaines et pour les Métis, en Amérique du Nord, adoptée plus tard par des chasseurs professionnels américains, conduisant l'espèce au bord de l'extinction.

## La chasse par les Amérindiens
Le bison d'Amérique du Nord, originaire d'Eurasie, a migré par le détroit de Béring (comme les humains), et a remplacé, il y a 10 000 ans, le bison des steppes, une espèce plus grande à longues cornes, aujourd'hui disparue. On pense que cette espèce de bison s'est éteinte en raison d'un changement de l'écosystème et de la pression de la chasse à l'époque préhistorique, correspondant à l'amélioration des techniques à l'époque du site Clovis. Durant cette même période, la mégafaune américaine a disparu, et de nombreux animaux ont été remplacés dans une certaine mesure par d'autres, originaires d'Eurasie et mieux adaptés aux hommes prédateurs. Le bison d'Amérique était un de ces animaux.
Le bison était ce que l'on appelle une espèce clé de voûte, c'est-à-dire dont l'empreinte sur l'environnement est disproportionnée. Le pâturage des bisons a façonné l'écologie des Grandes Plaines aussi fortement que les feux de prairie périodiques. Il est largement admis que les bisons étaient au centre du mode de vie des Indiens des Plaines et des Métis. Cependant, il y a aujourd'hui une certaine controverse scientifique sur cette interaction ou symbiose.
Le journaliste scientifique américain Charles C. Mann a écrit, dans 1491 : Nouvelles Révélations sur les Amériques avant Christophe Colomb (2005) :

« L'expédition de Hernando de Soto, qui s'est étalée sur quatre ans dans le Sud-Est américain a vu des foules de gens, mais n'a manifestement pas vu le moindre bison. »

Mann remet en cause l'idée que les Amérindiens ont non seulement créé, par l'usage sélectif du feu, de larges espace de prairies qui ont procuré aux bisons un habitat idéal, mais ont aussi précautionneusement régulé la population de bisons. Selon sa théorie, ce n'est que lorsque la population amérindienne a été dévastée par des vagues successives d'épidémies provoquées par les Européens à partir du XVIe siècle, que les troupeaux de bisons ont prospéré démesurément. En suivant ce point de vue, les « mers » de bisons, décrites par des voyageurs européens, qui s'étendaient jusqu'à l'horizon, seraient le symptôme d'une écologie déséquilibrée, rendue possible seulement par des précipitations bien plus denses que la moyenne.

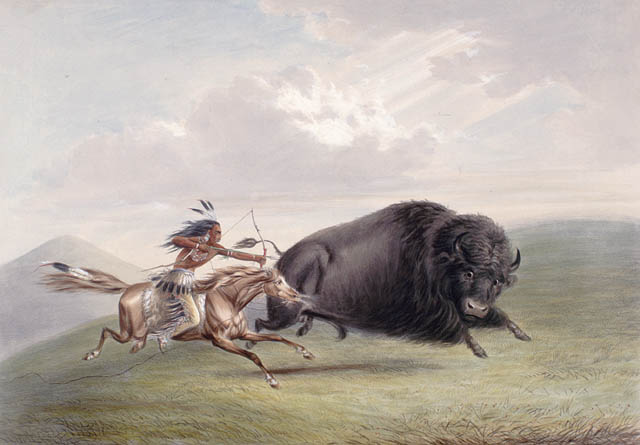
Une scène de chasse au bison selon George Catlin, décrite également par Patrick Grainville dans Bison.

Ce qui n'est pas contesté, en revanche, c'est que, avant l'introduction des chevaux par les Européens, des groupes de chasseurs amérindiens parvenaient à diriger des troupeaux de bisons dans des goulets d'étranglement fabriqués avec des roches et des branches, débouchant sur des falaises, d'où les bisons en pleine course se tuaient en sautant. Plusieurs lieux de ce type, appelés buffalo jumps (« sauts de bison ») se trouvent aux États-Unis et au Canada, tel le précipice à bisons de Head Smashed-In dans l'Alberta. Les grandes quantités de viande ainsi obtenues permettaient aux chasseurs de disposer d'excédents, dont ils se servaient dans des échanges commerciaux. Une méthode de chasse similaire aboutissait à conduire des troupeaux dans des enclos naturels.
Pour optimiser la ressource qu'était le bison, les Amérindiens pratiquaient une méthode spécifique de dépeçage, identifiée sur le site archéologique d'(en) Olsen-Chubbuck dans le Colorado. Cette méthode consiste à écorcher le dos afin d'obtenir la viande tendre juste sous la surface. Ensuite, les pattes avant sont coupées ainsi que les omoplates. Cela expose la viande située dans la bosse du bison, la viande des côtes et les organes internes. Après que tout a été exposé, la colonne vertébrale est alors coupée, et les jambes postérieures et le bassin enlevés. Enfin, le cou et la tête sont séparés du corps en un seul morceau. Cette méthode permettait de sécher la viande dure pour en faire du pemmican.
Plus tard, lorsque les Indiens des Plaines ont obtenu des chevaux, il s'est avéré qu'un bon cavalier pouvait abattre facilement suffisamment de bisons pour nourrir sa famille et sa tribu, aussi longtemps que le troupeau se trouvait à proximité. Le bison fournissait la viande, le cuir, les tendons pour les arcs, la graisse, les bouses séchées pour faire du feu, et même les sabots, transformés en colle après avoir été bouillis. Quand les temps étaient durs, les bisons étaient consommés jusqu'au dernier fragment de moelle.
Les langues amérindiennes ont divers noms pour cet animal, entre autres tatanka en lakota.

### Voies de migration des bisons et voies de circulation humaines
Les premières voies de circulation d'Amérique du Nord, à l’exception des chemins ancestraux des mastodontes ou des bœufs musqués et les itinéraires des Mound Builders, ont été tracées par les bisons et les cerfs au cours de leurs migrations saisonnières à la recherche de pâturages et de dépôts de sel. Beaucoup de ces voies, piétinées par d'innombrables sabots suivant instinctivement les bassins versants et le chemin des crêtes pour éviter les basses terres inondées pendant l'été et soumises aux congères pendant l’hiver, ont été suivies par les Indiens qui les ont utilisées comme terrain de chasse et sentiers de guerre. Elles ont été très utiles aux explorateurs et ont été empruntées par les pionniers.
Les voies de bisons sont typiquement orientées nord-sud, mais leur principale piste est-ouest — à travers la passe de Cumberland, le long du point critique de l’État de New York, du Potomac à la bifurcation de l’Allegheny vers les sources de l’Ohio, à travers les Blue Ridge Mountains vers le cours supérieur du Kentucky — préfigure le tracé du chemin de fer. Selon une phrase du sénateur Thomas Benton saluant ces sagaces traceurs de routes, le bison a tracé la voie du chemin de fer vers le Pacifique.

## La chasse au bison auXIXesiècle
Les bisons ont été chassés jusqu'à leur quasi-disparition au XIXe siècle, réduits à quelques centaines d'individus au milieu des années 1880.
Les généraux et les politiciens les plus haut placés du pays dont le président Ulysses S. Grant, ont considéré la destruction du bison comme une solution au « problème indien » du pays.
Bien que la peau ait servi de commerce, le massacre des bisons a permis la soumission des Autochtones, privés de nourriture, aux gouvernements, et l'accaparement de leurs terres. De nombreux militaires en étaient conscients  
Par exemple, le lieutenant-colonel Dodge, un officier militaire de haut rang, a dit un jour lors d'une conversation avec Frank H. Mayer : « Mayer, il n'y a pas deux façons de faire, soit le bison, soit l'Indien doit disparaître. Ce n'est que lorsque l'Indien deviendra absolument dépendant de nous pour tous ses besoins que nous pourrons le gérer. Il est trop indépendant avec le bison. Mais si nous tuons le bison, nous conquérons l'Indien. Il semble plus humain de tuer le bison que l'Indien, donc le bison doit disparaître. » 
Même Richard Henry Pratt , fondateur de l'école indienne de Carlisle et lieutenant de la dixième cavalerie pendant la guerre de la rivière Rouge, a évoqué cette stratégie après sa retraite : « La production de bisons a été ordonnée comme mesure militaire parce qu'il était évident que les Indiens ne pourraient pas être contrôlés dans leurs réserves tant que leur plus grande ressource, le bison, serait si abondante. »
Les Européens les ont chassés pour leur peau, laissant le plus souvent la carcasse de l'animal pourrir sur place. Quand le processus de pourrissement était achevé, les os étaient récupérés et expédiés à l'Est en grandes quantités.

### Le train et l'armée américaine hostiles au bison
L'armée américaine a activement approuvé le massacre des troupeaux de bisons. Le gouvernement fédéral des États-Unis a promu la chasse au bison pour diverses raisons : pour assurer aux éleveurs des pâturages pour leur bétail sans la concurrence d'autres bovins, et surtout affaiblir la population amérindienne en lui retirant sa principale source de nourriture et la contraindre à s'établir dans des réserves. Sans bison, les Indiens des Plaines n'avaient pas d'autre choix que de quitter leur terre ou de mourir de faim. Les attaques des Comanches en réaction aux incursions, sur leur territoire, des chasseurs de bisons, sont l'une des causes de la guerre de la rivière Rouge, menée en 1874 par le gouvernement américain contre plusieurs tribus indiennes.
Selon l'historien Pekka Hämäläinen, les Amérindiens ont aussi contribué à l'effondrement de la population des bisons : dans les années 1830, les Comanches et leurs alliés dans les plaines du Sud auraient tué environ 280 000 bisons par an, ce qui aurait été proche du seuil de renouvellement dans cette région. L'introduction des armes à feu et des chevaux, cumulée à une demande et une exportation croissante de peaux et de viandes de bison, ont eu pour conséquence l'abattage d'un nombre toujours plus élevé de bisons chaque année. Par ailleurs, une longue et intense sécheresse a frappé les plaines du Sud de 1845 jusqu'aux années 1860, aggravant la diminution générale des troupeaux de bisons. Dans les années 1860, avec le retour des pluies, les troupeaux de bisons ont de nouveau augmenté.
Les dirigeants des sociétés de chemins de fer ont également souhaité l'élimination des troupeaux de bisons, susceptibles, en traversant les voies, d'endommager les locomotives si le train ne s'arrêtait pas à temps. Dans les montagnes et les collines où les conditions hivernales sont rigoureuses, les troupeaux trouvaient souvent refuge, à l'abri des vents, dans les tranchées artificielles formées par le tracé du chemin de fer. Ainsi, les troupeaux pouvaient retarder un train pendant plusieurs jours.

### La chasse industrielle
Toutefois, la raison principale de l'effondrement des populations de bisons est la chasse commerciale par les Américains d'origine européenne, sans commune mesure avec les précédentes formes de chasse, de la même façon qu'en fut victime le pigeon migrateur, espèce nord-américaine très abondante avant de disparaître totalement au XIXe siècle.

Cette carte montre la disparition progressive du bison et sa situation en 1889 selon les recherches du naturaliste américain William Hornaday.

Les peaux de bison ont été utilisées pour fabriquer des courroies de machines industrielles, des vêtements, et des tapis. Il y avait à l'époque une exportation massive de peaux à destination de l'Europe. On vendait aussi des amendements agricoles riches en calcium et oligo-éléments (phosphore, potassium, etc.) produits en brûlant des squelettes de bisons tués par les chasseurs et abandonnés dans la prairie.
Dans le Far West, la chasse au bison a très souvent été une grande entreprise commerciale, impliquant des équipes bien organisées d'un ou deux chasseurs professionnels, soutenus par une équipe de dépeceurs, d'hommes chargés de nettoyer les fusils ou remplir les étuis à munition, de cuisiniers, de palefreniers, de forgerons, de gardes pour la sécurité, de conducteurs de chariots, et de nombreux chevaux et véhicules. Des hommes ont même été employés pour récupérer les balles de plomb dans les carcasses et de les refondre.
Beaucoup de ces chasseurs professionnels, tels que William Cody (plus tard connu comme Buffalo Bill), étaient capables de tuer plus d'une centaine de bêtes à partir d'une seule position, et plusieurs milliers dans leur carrière. Un de ces chasseurs professionnels a prétendu avoir tué plus de 20 000 bisons. Une belle peau pouvait rapporter 3 $ à Dodge City, Kansas, et une très belle peau (idéale pour un manteau d'hiver lourd) pouvait se vendre 50 $, à une époque où un ouvrier gagnait au mieux un dollar par jour.
Les chasseurs localisaient généralement le troupeau tôt le matin, et se positionnaient à un peu moins de 100 mètres, tirant en touchant le flanc des animaux au niveau des poumons. Ils préféraient ne pas viser la tête, car les balles en plomb avaient tendance à s'aplatir en touchant le crâne qu'elles ne parvenaient pas à transpercer, surtout si l'animal s'était roulé dans la boue et en avait gardé une croûte asséchée sur la tête. L'animal touché agonisait lentement et discrètement jusqu'à ce que, soit ses congénères sentent le danger, soit l'animal blessé en attaque un autre, causant dans les deux cas la dispersion du troupeau. Si le chasseur s'y prenait habilement, il pouvait abattre un grand nombre de bisons en une seule fois. Les écorcheurs suivaient, et enlevaient la peau de la carcasse en se servant de la force d'un attelage de chevaux. Les peaux étaient préparées et empilées dans les chariots par d'autres membres de l'équipe.
Pendant une décennie, à partir de 1873, il y avait plusieurs centaines, peut-être plus d'un millier, de ces équipes de « moissonneurs » de peaux chassant au même moment, exaspérant les Amérindiens ou les chasseurs de viande individuels. Les prélèvements commerciaux de bisons ont sans doute été, sur l'ensemble du territoire américain, de 2 000 à 100 000 animaux par jour selon la saison, mais il n'existe aucune statistique précise. Il se disait que les chasseurs tiraient à une telle fréquence (avec des cartouches spéciales pour bison de type .50-90 Sharps), qu'ils avaient besoin d'au moins deux fusils, pour laisser le canon de l'un refroidir, parfois en le trempant dans la neige, tandis qu'ils continuaient à tirer avec l'autre. À la gare de Dodge City, des wagons entiers étaient remplis de peaux et envoyés vers l'est.
Outre Buffalo Bill, d'autres personnages du Far West, célèbres pour d'autres raisons, ont été des chasseurs de bisons, notamment Wyatt Earp, Bat Masterson ou Pat Garrett.

### Le bison sur le point de disparaître

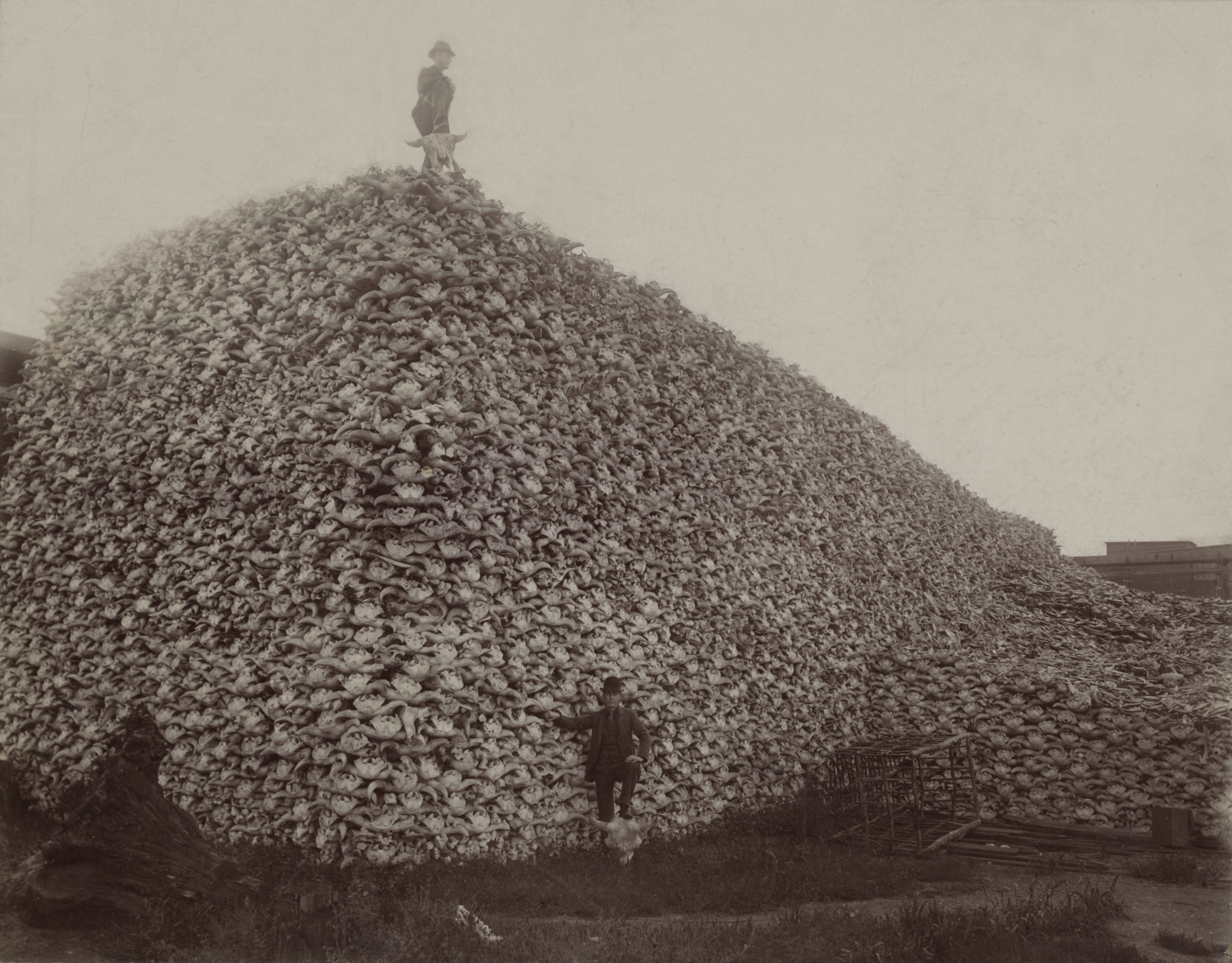
Un immense tas de crânes de bisons dans les années 1870.

La construction des premières liaisons transcontinentales ferroviaires entre l'Est et l'Ouest, dans les années 1860 et 1870, divisa la population de bisons en deux parties, le troupeau du Sud et le troupeau du Nord. Le troupeau du Sud trouva un dernier refuge dans le Texas Panhandle.
Comme la population des grands troupeaux déclinait, voyant que la pression sur l'espèce était trop grande, des propositions pour protéger les bisons furent discutées. Les premières propositions ne firent pas long feu, car les autorités considéraient que les Indiens des Plaines, fréquemment en guerre avec les États-Unis, dépendaient du bison pour leur mode de vie. En 1874, le président Ulysses S. Grant mit son veto à un projet de loi fédérale pour protéger les bisons, et en 1875, le général Philip Sheridan plaida devant le Congrès en faveur de l'abattage des troupeaux, pour priver les Indiens de leur source de nourriture.
Au milieu des années 1880, le bison d'Amérique était au bord de l'extinction. Dans les années 1890, il n'en restait plus que 800.

## La protection et le renouveau des troupeaux
Le troupeau de bisons de l'éleveur James "Scotty" Philip (en), dans le Dakota du Sud a été l'une des premières réintroductions de bisons en Amérique du Nord. En 1899, James Phillip, connu depuis comme « l'homme qui a sauvé les bisons », acheta un petit troupeau de 74 bisons à Dug Carlin, beau-frère de Pete Dupree. Le fils de Dupree, Fred, avait capturé au lasso cinq veaux lors de la dernière grande chasse au bison le long de la Grand River en 1881, et les avait installés dans son ranch près de la Cheyenne River. En 1889, ces cinq jeunes bisons rescapés étaient devenus un troupeau de 74 têtes. L'objectif de James Philip était de sauver l'animal de l'extinction. À sa mort en 1911, à l'âge de 53 ans, le troupeau de Philip avait augmenté jusqu'à environ 1 000 ou 1 200 têtes. D'autres troupeaux privés ont également été créés, à partir de cette population.
Parallèlement, deux éleveurs du Montana, Michel Pablo et Charles Allard, ont passé plus de 20 ans à assembler l'un des plus grands troupeau de bisons de race pure sur le continent (à la mort d'Allard en 1896, le troupeau comptait 300 têtes). En 1907, après que les autorités américaines eurent refusé d'acheter le troupeau, Pablo conclut un accord avec le gouvernement canadien et expédia la plupart de ses bisons vers le nord pour peupler le parc national d'Elk Island en cours de création.
Un troupeau de bisons isolé sur Antelope Island, au milieu du Grand Lac Salé dans l'Utah a aussi été utilisé pour améliorer la diversité génétique des bisons américains.

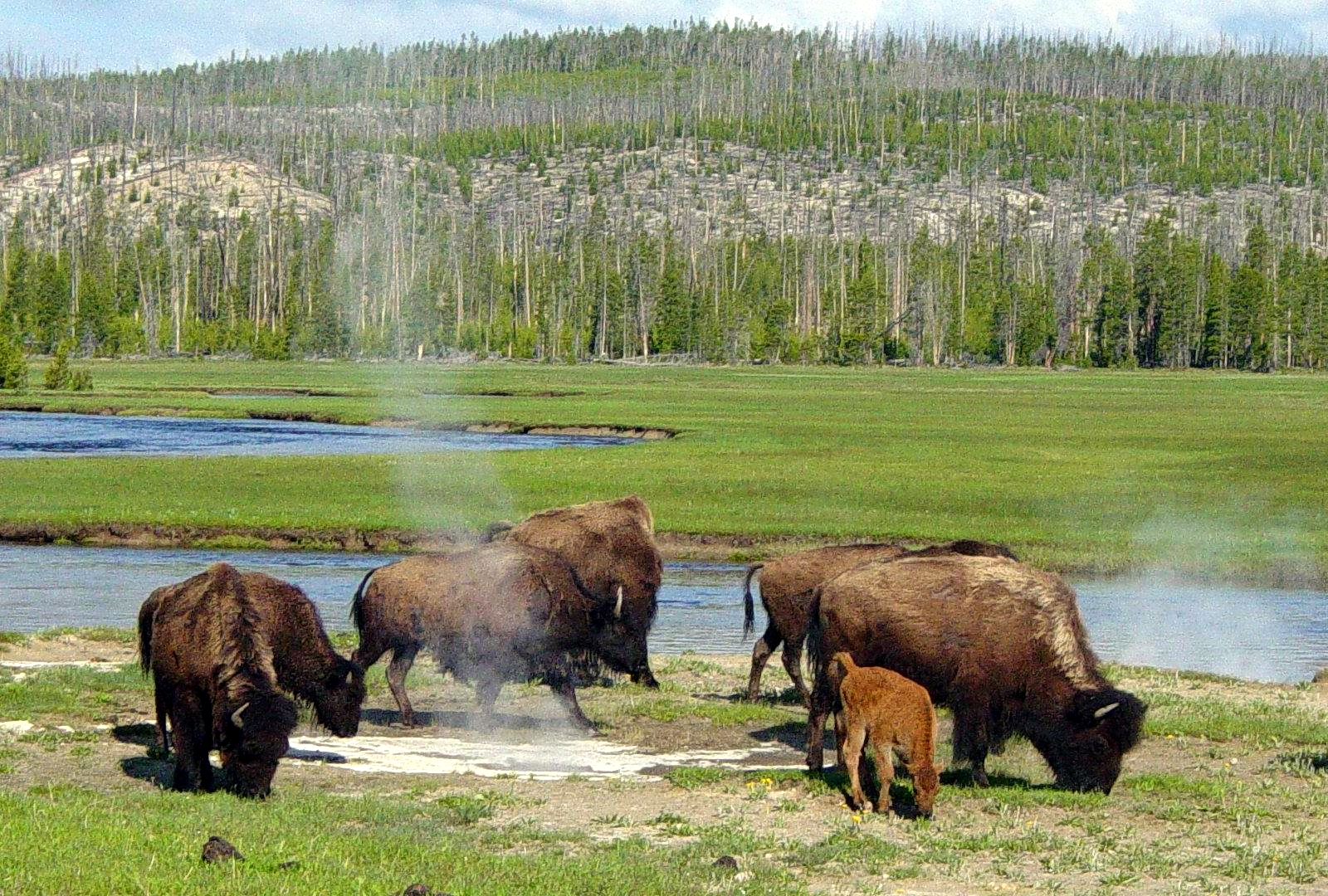
Des bisons broutant près d'une source d'eau chaude dans le parc national de Yellowstone.

La population américaine actuelle de bisons a connu une croissance rapide et est estimée à 350 000 têtes aujourd'hui, alors qu'elle était d'environ 60 à 100 millions au milieu du XIXe siècle. La plupart des troupeaux actuels, cependant, sont génétiquement pollués ou partiellement croisés avec des bovins. Aujourd'hui, il n'existe que quatre troupeaux non-génétiquement mélangés, et un seul qui est également immunisé contre une épizootie bovine, la brucellose : celui du parc national de Wind Cave dans le Dakota du Sud. Une population de 16 animaux provenant de ce troupeau a été introduite dans le nord-est du Montana en 2005 par une ONG, l'American Prairie Foundation (Fondation américaine des Prairies). Ce dernier troupeau compte à présent près de 100 têtes, et erre dans une étendue de prairies de 5 700 hectares faisant partie du projet privé American Prairie Reserve.
La seule population de bisons sauvages en continu aux États-Unis réside dans le parc national de Yellowstone (créé en 1872). Estimé entre 3 000 et 3 500 individus, ce troupeau est issu d'une population résiduelle de 23 bisons des montagnes qui ont survécu aux massacres de masse du XIXe siècle en se réfugiant dans Pelican Valley à l'intérieur du parc de Yellowstone. En 1902, un troupeau élevé en captivité de 21 bisons a été introduit dans Lamar Valley et géré comme du bétail jusqu'en 1960, quand une politique de régulation naturelle a été adoptée par le parc.
La fin de la période d'élevage du bison et le recours à la régulation naturelle a conduit les bisons de Yellowstone à migrer vers des zones de moindre altitude hors du parc à la recherche de pâturages d'hiver. La présence de bisons sauvages dans le Montana est perçue comme une menace par de nombreux éleveurs de bétail, qui craignent que le faible pourcentage de bisons porteurs de la brucellose n'infecte le bétail et les vaches. Cependant, aucun cas documenté de brucellose transmise à du bétail par des bisons sauvages n'a été prouvé. La controverse sur la gestion des troupeaux qui a débuté au début des années 1980 se poursuit à ce jour. Des groupes de défense du bison sauvage font valoir que le troupeau de Yellowstone devrait être protégé comme un segment de population distinct au nom de l'Endangered Species Act de 1973.

## La chasse au bison aujourd'hui
La chasse du bison sauvage est légale dans certains États américains et provinces canadiennes, où les troupeaux nécessitent un abattage pour maintenir une population stable. En Alberta, où existe l'un des deux seuls troupeaux de bisons sauvages depuis toujours en Amérique du Nord, au parc national Wood Buffalo, les bisons sont chassés pour protéger les bisons sans maladie réintroduits ou des troupeaux privés.
Dans le Montana, la chasse a été rétablie en 2005, avec 50 permis délivrés. La commission de la Pêche, de la Faune et des Parcs du Montana, a augmenté en 2006 le nombre de prises autorisées à 140 pour la saison 2006/2007. Les groupes de défense du bison sauvage affirment qu'il est prématuré de rétablir la chasse, étant donné le manque d'habitat pour le bison dans le Montana.
Des bisons ont également été réintroduits en Alaska en 1928, et des troupeaux à la fois domestiques et sauvages subsistent dans quelques parties de l'État. L'État accorde des permis limités pour chasser le bison sauvage chaque année.
Le bison est un des rares gros gibiers nord-américains pouvant être chassés toute l'année.